# Pilum
Ne doit pas être confondu avec la hasta (« lance ») dans l'armement romain
Le pilum (prononcé en français /pilɔm/, en latin /ˈpiːlum/ ou [ˈpiːɫ̪ʊ̃ˑ]) est un type de javelot lourd utilisé par les légions romaines. Introduit dans l’armée romaine entre le IVe et IIIe siècles av. J.-C., la provenance exacte du pilum demeure indéterminée, bien qu’il ait probablement pour origine une culture celtique. Plusieurs variantes coexistent et sont continuellement perfectionnées pendant plusieurs siècles. L’arme reste en effet longtemps en usage et ce n’est qu’au cours de l’Antiquité tardive qu’elle est progressivement remplacée par d’autres armes de jet, dont la plumbata.

## Terminologie
L’origine du mot pilum n’est pas établie avec certitude, mais il pourrait être dérivé d’un homonyme désignant le pilon. Les étymologies proposées par les auteurs latins sont quant à elles le plus souvent fantaisistes, ceux-ci écrivant longtemps après l’apparition de l’arme ; ainsi dans le De Lingua Latina, Varron considère que le mot provient de perilum, « danger », parce que le pilum présente un danger pour sa cible.
Le mot pilum a donné naissance dans l’Antiquité à plusieurs dérivés pour d’autres armes, par exemple le pilum catapultarium, un projectile utilisé par les armes de siège. Il a également servi de base pour construire plusieurs mots désignant les premiers rangs de la ligne de bataille : pilani, « ceux qui portent des pilums », c’est-à-dire les hastati et les principes, qui sont également appelés pili pour la même raison. Par extension, le primus pilus, littéralement « le premier pilum » et traduit par centurion primipile, est le premier des centurions et se trouve à l’avant de l’armée. Le mot sert aussi à forger des expressions, ainsi Plaute emploie la métaphore pilum iniecisti, « tu as lancé le pilum », pour dire « tu as attaqué ».
Dans les langues modernes, le mot pilum a donné en anglais pile, introduit au Xe siècle et signifiant « projectile, fléchette ».

## Histoire

### Origines
Bien qu’il semble assez certain que le pilum ne soit pas une invention romaine, son origine exacte demeure indéterminée. Au début du XXe siècle, Adolphe Reinach l’attribue aux Samnites, tandis qu’Adolf Schulten considère que, à l’instar du gladius, le pilum a été inspiré par une arme celtibère, en l’occurrence le solliferrum. L’historiographie récente est plus nuancée et ne tranche pas le débat, se limitant à en attribuer l’origine à un peuple celte, la transmission ayant pu se faire aussi bien directement qu’indirectement via une culture italique comme les Étrusques ou les Samnites. Il est également considéré comme possible que plusieurs armes différentes aient inspirées le pilum, ce qui expliquerait pourquoi il existe dès l’origine un pilum lourd et un pilum léger, ainsi que plusieurs méthodes d’assemblage.
Le pilum semble avoir été introduit dans l’armée romaine entre le IVe et IIIe siècles av. J.-C., avant le gladius, mais peut-être en même temps que le scutum. D’après la description que fait Polybe dans le livre VI des Histoires, il en existe dès cette époque plusieurs variantes : les hastati et les principes emportent un pilum lourd et un pilum léger, celui-ci étant dit similaire au javelot des vélites. Bien que Tite-Live appelle ce dernier hasta velitari, la description qu’en fait Polybe indique qu’il s’agit très probablement d’une forme de pilum. De la même manière, les fouilles archéologiques montrent la coexistence dès cette époque d’au moins un modèle à assemblage à douille et un à soie, avec différentes sous-variantes. « Arme redoutable, le pilum est considéré par les auteurs anciens comme un trait assez lent pour qu'un adversaire habile puisse l'éviter voire, quelquefois, le renvoyer à l'expéditeur ».

### Évolutions
Dans le chapitre des Vies parallèles traitant de Marius, Plutarque lui attribue l’invention d’un système de fixation du fer sur la hampe utilisant un rivet de fer et un rivet de bois. L’objectif de cette cheville aurait été de casser le pilum après le lancer afin d'empêcher un retour à l’envoyeur : la cheville se cassait au premier impact tandis que la pointe se pliait. Cette affirmation d'un pilum à usage unique n’a toutefois pas pu être confirmée par l’archéologie, aucun pilum présentant cet arrangement n’ayant été retrouvé. Par ailleurs, si l’arme évolue effectivement à la fin de la République, les changements vont plutôt dans le sens d’un renforcement de la solidité de l’ensemble plutôt que d’un affaiblissement. Enfin, les essais réalisés dans le cadre de l’archéologie expérimentale n’ont pas réussi à reproduire un pilum du type décrit par Plutarque qui soit réellement utilisable, les armes construites de la sorte étant trop fragiles.
Les fers de pilum découverts à Alésia montrent l’apparition à l’extrême fin de la République d’une virole métallique au sommet de la soie, dont la fonction est probablement de réduire le risque d’éclatement de la partie en bois de celle-ci. Cette innovation se généralise et se perfectionne dans les premières décennies du Ier siècle. Une autre modification majeure de l’arme a lieu dans le dernier quart de ce siècle, avec l’introduction des poids. Fixés sur la hampe en dessous de la jonction avec le fer, ceux-ci ont pour fonction d’améliorer la pénétration de l’arme et sont vraisemblablement à mettre en lien avec les guerres civiles du Haut-Empire et la nécessité de pénétrer l’armure des légionnaires.

### Disparition
Bien que restant en usage plus longtemps que le gladius, au moins jusqu’au IIIe siècle, le pilum disparaît progressivement de l’équipement du fantassin sous le Bas-Empire. Celui-ci conserve cependant une arme de jet, sous la forme de la plumbata, un dard plus léger et plus facile à fabriquer que le pilum. Des javelots dérivés du pilum continuent toutefois d’exister : l’angon franc reste par exemple en usage jusqu’au VIIIe siècle.

## Production et entretien
La fabrication d’un pilum requiert en premier lieu de se procurer les ressources nécessaires. La hampe est généralement en bois de frêne, ou à défaut de noisetier. L’autre matériau principal est le fer, qui sert à forger la tige et la pointe, cette dernière étant toutefois en acier sur certains modèles de l’époque républicaine. En l’absence de partie en acier, la production de la tige et de la pointe d’un seul pilum requiert un peu moins d’un kilogramme de fer et environ treize kilogrammes de charbon. Dans le cas d’un pilum lesté, il s’y ajoute par ailleurs le plomb. La production du fer doit être soignée afin que la longueur de celui-ci soit accordée à celle du manche et ne déséquilibre pas l’arme. D’après les expérimentations, il faut ainsi une dizaine d’heures à un forgeron expérimenté et son assistant pour en produire un. Ce temps est démultiplié pour les pilum associant tige en fer et pointe en acier, ce qui est probablement une des raisons de leur abandon.
Comme pour le reste de son équipement, l’acquisition du pilum est à la charge du légionnaire, qui peut se le procurer dès l’époque du principat auprès des fabricæ, ateliers spécialisés possédés par l’État. Les soldats prennent par conséquent soin de leurs pilums : ils sont récupérés après la bataille, réparés lorsque c’est possible ou reforgés si les dommages sont trop importants. À leur retraite, les légionnaires revendent par ailleurs généralement leurs pilums à l’État. Ceci explique le peu de pilums retrouvés lors des fouilles archéologiques et le mauvais état de ceux retrouvés : de nombreuses découvertes concernent en effet des stocks de fers amassés en vue d’être réparés ou refondus.

## Utilisation

### Arme de jet

#### Méthode de lancer

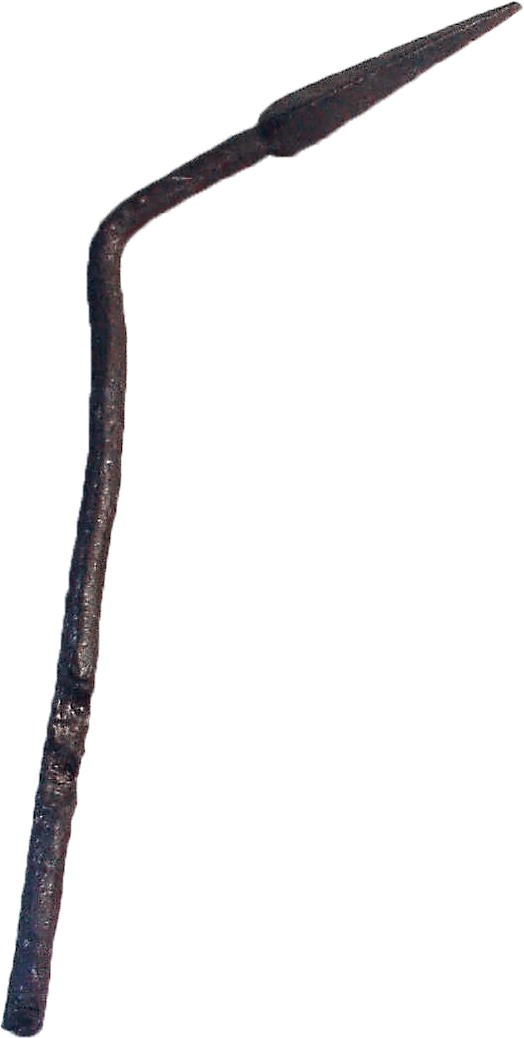
Pointe de pilum courbée.

Le rôle premier du pilum est d’être utilisé en tant que javelot. La méthode exacte de lancer est toutefois l’objet de nombreux questionnements du fait des contraintes qui s’y appliquent. En effet, le légionnaire n’est pas un individu isolé mais partie intégrante de la ligne de bataille, dont il est indispensable de maintenir la cohésion. Il est donc improbable que le lancer ait été précédé d’une course d’élan, qui aurait perturbée la ligne ou ait été effectué au cours de la charge, le légionnaire risquant alors de ne pas pouvoir dégainer son glaive avant d’arriver au contact.
Les sources tendent également à indiquer que le lancer était fait à l’arrêt ou avec un seul pas d’élan. Végèce indique ainsi que le légionnaire doit placer la jambe gauche en avant et les expérimentations montrent que dans cette posture le bouclier peut servir de contrepoids : jambe gauche tendue en avant, le lanceur lève alors le bouclier, tenu dans la main gauche, et se penche en arrière en transférant son poids sur sa jambe droite légèrement fléchie ; au moment du lancer, il projette en avant son bras droit en ramenant en même temps son poids sur sa jambe gauche et en abaissant le bouclier. Une telle technique n’est toutefois pas utilisable dans une formation dont les rangs sont serrés en profondeur, le lanceur ayant besoin d’avoir un espace vide d’au moins deux mètres derrière lui, au risque sinon de frapper un homme du rang suivant. Étant donné que les légionnaires doivent ouvrir la formation pour combattre avec le glaive – la séparation latérale étant alors selon Polybe de six pieds romains, soit 1,78, il est possible que l’ouverture ait pu avoir lieu avant le lancer.

#### Efficacité
D’après les expérimentations, un pilum lourd lancé dans ces conditions a généralement une portée comprise entre trente et quarante mètres, tandis que les pilum léger peuvent dépasser les cinquante mètres. Il n’est toutefois pas établi si une longue portée était vraiment recherchée : il est possible que les légionnaires aient privilégié un lancer plus court, mais plus efficace. Il est toutefois impératif de pouvoir dégainer le glaive avant l’arrivée au contact de l’adversaire, ce qui exclut un lancer à moins de dix ou quinze mètres dans les conditions classiques d’une bataille rangée.

### Corps-à-corps

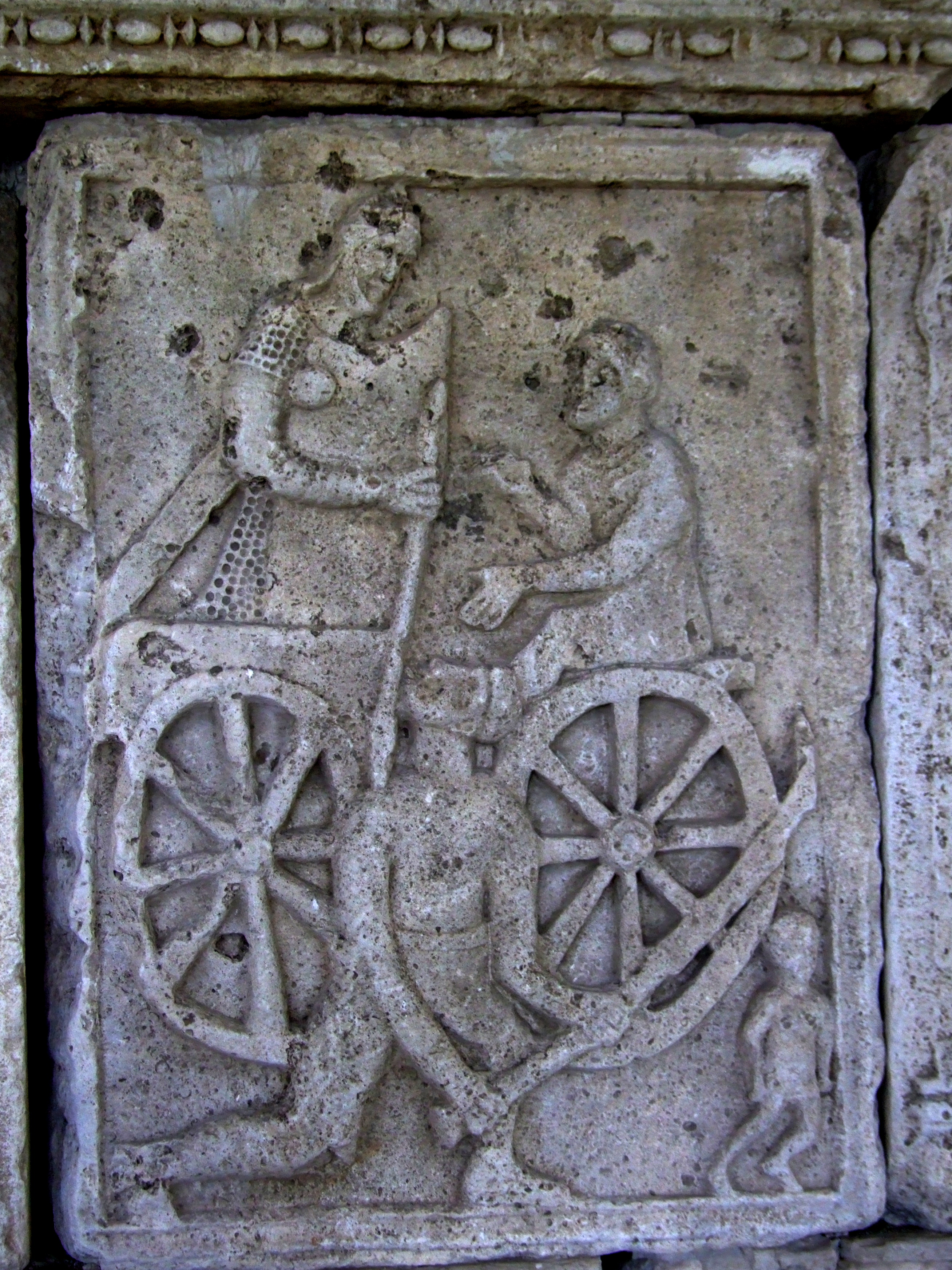
Métope du Tropaeum Traiani montrant un légionnaire utilisant son pilum au corps-à-corps contre un Dace.

D’après la description que fait Polybe de la Bataille de Télamon, le pilum n’est à l’origine utilisé qu’en tant qu’arme de jet. Cela est confirmé dans une certaine mesure par l’archéologie, les pointes barbelées des plus anciens pilums romains découverts étant mal adaptée à un tel usage. Les évolutions ultérieures renforçant l’attache du fer à la hampe et l’introduction de la pointe pyramidale rendent toutefois possible un tel usage. Cette possibilité est clairement énoncée dans la Géographie de Strabon, tandis que Plutarque évoque à plusieurs reprises des batailles pendant lesquelles les légionnaires utilisent le pilum comme une lance. Cette manière d’utiliser l’arme est également représentée sur les métopes du Tropaeum Traiani à Adamclisi.
Ces sources donnent des indications sur la manière dont le pilum est manié dans ces cas. Ainsi, d’après Plutarque, César ordonne à ses légionnaires pendant la bataille de Pharsale de ne pas lancer leur pilum ou de les utiliser pour poignarder les jambes de leurs adversaires, mais de viser les yeux. Cette opposition indique que l’usage au corps-à-corps du pilum consiste à donner des coups d’estoc dans la partie basse du corps de l’opposant. Le pilum peut également servir à repousser les charges de cavalerie : avant d’affronter les Alains, Flavius Arrianus instruit à ses hommes du premier rang de planter leur pilum dans le poitrail des chevaux et à ceux des rangs suivants de l’utiliser pour perforer l’armure des cavaliers désarçonnés.
Végèce indique que lorsque le pilum est utilisé au corps-à-corps le légionnaire doit avoir le pied droit en avant. Il n’est en revanche pas clair d’après sa description si l’arme se tient bras baissé ou bras levé et la question n’est pas totalement tranchée. La comparaison avec les armes similaires n’est pas révélatrice : la hasta se tient en effet bras levé et le contus bras baissé. Il est à remarquer toutefois qu’une métope du Tropaeum Traiani semble montrer une ligne de légionnaires s’apprêtant à recevoir une charge avec leurs pilums tenus sous le bras ; le mauvais état de conservation de la pierre ne permet toutefois pas d’être entièrement affirmatif.

### Usages détournés
Les sources écrites comme l’archéologie témoignent également de l’usage occasionnel du pilum comme instrument de torture et d’intimidation. Ainsi, les fouilles réalisées à Valence montrent que l’arme a été utilisée pour empaler des prisonniers après la capture de la ville par Pompée en 75 av. J.-C.. De manière similaire, l’Histoire Auguste mentionne à plusieurs reprises que les têtes d’usurpateurs décapités, comme Pescennius Niger ou Clodius Albinus, ont été exposées fichées sur des pilums.

## Typologie

### Type de Télamon

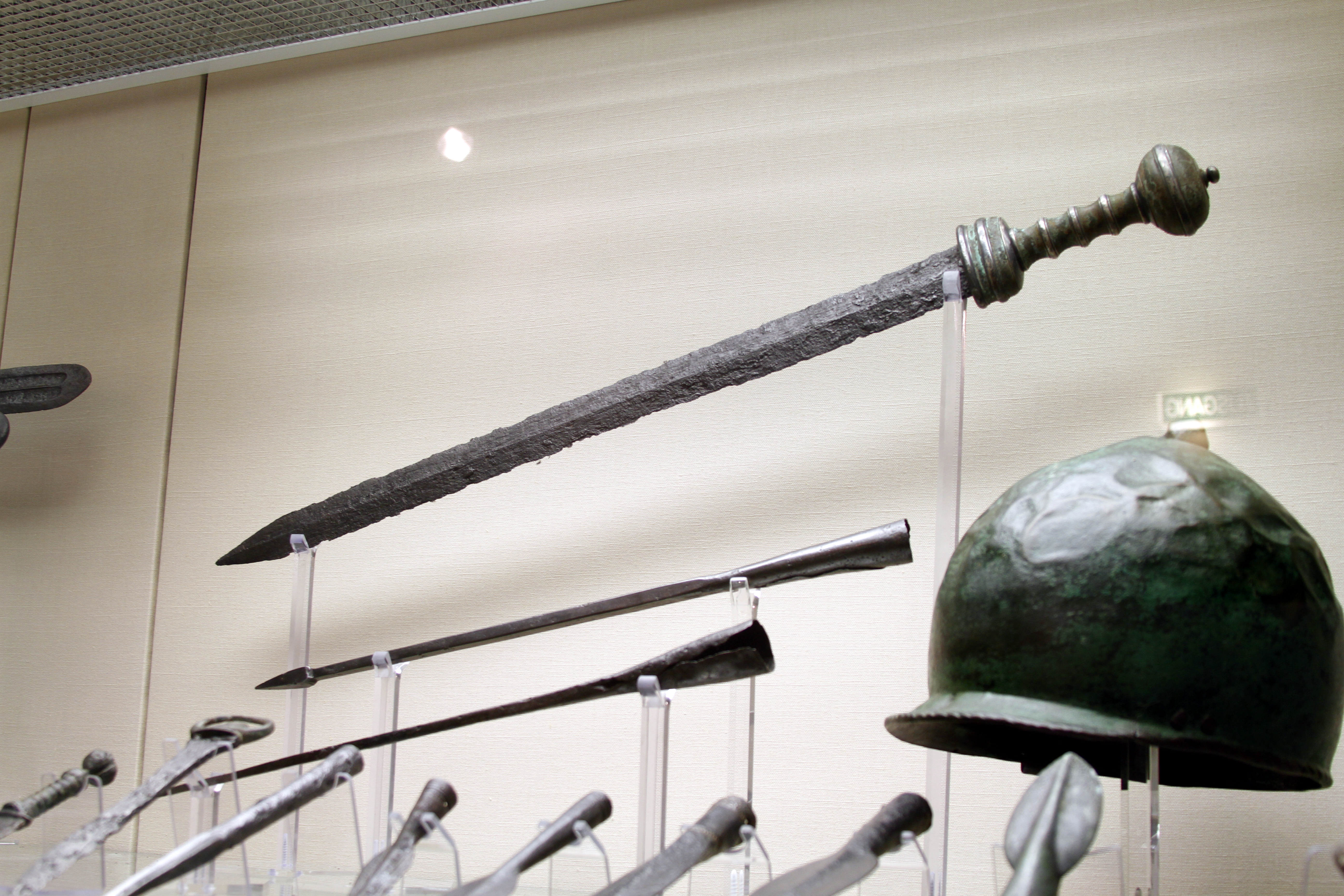
Deux fers de pilum utilisant un assemblage à douille.

Le type de Télamon tire son nom de la bataille du même nom ayant eu lieu à proximité de Talamonaccio et où ont été retrouvés les plus anciens exemples de pilum datant de la fin du IIIe siècle av. J.-C. Ce type se caractérise par une pointe barbelée et une méthode d’assemblage du fer et de la hampe à l’aide d’une soie rectangulaire tenue par deux rivets carrés. Deux variantes existent : une à soie plate et l’autre dont les côtés long de la soie sont dotés de rebords protubérants. Les dimensions sont variables selon les sites de fouilles, mais les exemples de Télamon ont un fer dont la longueur varie entre 270 et 325 mm, la soie mesurant quant à elle entre 75 et 95 mm de long et entre 40 et 50 mm de large. Le poids estimé d’un pilum de ce type est d’environ 1,20 kg.

### Type de Šmihel
Le site de Šmihel a livré un grand nombre de pilums de différents types. Le nom désigne plus particulièrement l’un de ces types, à pointe pyramidale et méthode d’assemblage à douille, datant peut-être de la fin du IIIe siècle av. J.-C. Le diamètre de la douille est compris entre 15 et 21 mm pour une longueur totale du fer comprise entre 200 et 380 mm.

### Type d’Oberaden
Le type d’Oberaden tire son nom du site de fouille situé dans un quartier de Bergkamen du même nom où ont été découvert en 1938 trois pilums très bien conservés, permettant ainsi d’identifier des évolutions dans la méthode de fixation du fer à la hampe. Les plus anciens exemplaires découverts de ce type sont liés à l’expédition de Drusus dans les Alpes contre les Rhètes en -15. La longueur du fer varie généralement entre 805 et 925 mm tête comprise, celle-ci étant de forme pyramidale. Le type d’Oberaden se distingue par le mode de fixation du fer par une soie, ce qui n’est pas nouveau, mais le système est dans ce cas considérablement perfectionné pour limiter le risque de rupture de l’attache. Il y a en particulier usage d’un collet métallique qui vient enserrer l’extrémité supérieure de la soie, ainsi que l’utilisation de garnitures autour des rivets pour éviter qu’ils ne fendent le bois.

## Symbolique
Le couple pilum/gladius est un symbole de l’état militaire de leur porteur et, plus précisément, de sa qualité de légionnaire. Ceux-ci se font ainsi souvent représenter sur leurs monuments funéraires avec un pilum à la main, même lorsqu’ils sont en tenue civile, alors que les auxiliaires se distinguent de leur côté par le couple hasta/spatha. Il était également d’usage d’accrocher une couronne de laurier aux pilums à la suite d’une victoire.